# Höganäs samrealskola
Höganäs samrealskola var en realskola i Höganäs verksam från 1919 till 1970.

## Historia
Skolan inrättades 1916 som en högre folkskola som 1919 ombildades till en kommunal mellanskola som från 1928 successivt ombildades till Höganäs samrealskola.
Realexamen gavs från 1928 till 1970.
Skolbyggnaden används numera av Bruksskolan.